# Bernardo Poncini
Bernardo Poncini (1814 - 1874) fue un arquitecto suizo italiano de destacada actuación en Uruguay.

## Biografía
Oriundo del cantón del Tesino en Suiza, Poncini estudia en Milán, en la Academia Artística Brera.
Trabaja en Montevideo entre 1857 y 1863, y entre sus obras más importantes figuran:
- la reforma de la Catedral Metropolitana de Montevideo en 1858
- la modificación del diseño de la Plaza Independencia de Montevideo en 1860, agregando órdenes dóricos[2]
- rotonda del Cementerio Central de Montevideo (1859-1863)[3]
- ala sobre la calle Guaraní del Hospital Maciel en 1859; en esta ampliación, Poncini logró respetar el estilo neoclásico de su antecesor José Toribio.

También construyó obras en Argentina, destacándose la catedral de la ciudad de Gualeguaychú.